# 458

458(사백오십팔)은 457보다 크고 459보다 작은 자연수다.

## 수학
- 합성수로, 그 약수는 1, 2, 229, 458이다. 진약수의 합은 232이므로, 458은 부족수다.
  - 142번째 반소수다. 앞의 반소수는 454, 다음 반소수는 466이다.
- {\displaystyle 458=13^{2}+17^{2}}
  - 연속하는 두 소수(素數)의 제곱합으로 나타낼 수 있으며, 이 성질을 지닌 앞의 수는 290, 다음 수는 650이다.
  - 서로 다른 두 소수(素數)의 제곱합으로 나타낼 수 있는 12번째 반소수다. 이 성질을 지닌 앞의 수는 386, 다음 수는 482이다. (OEIS의 수열 A103558)
  - 3번째 사촌 소수쌍의 제곱합이다. 이 성질을 지닌 앞의 수는 170, 다음 수는 890이다.
- {\displaystyle 95^{6}-1}은 458로 나누어떨어진다.

## 과학
- NGC 458(영어판): 큰부리새자리 방향에 있는 산개성단.

## 교통
- 일본 458번 국도(일본어판): 야마가타현 신조시에서 가미노야마시까지 이어지는 일본의 국도.
- 현도 제458호선

## 군사
- U-458(영어판): 제2차 세계 대전에 사용된 나치 독일의 군용 잠수함.

## 문화유산
- 대한민국의 보물 제458호: 쌍계사적묵당 (해제)[a]
- 대한민국의 사적 제458호: 순천 월평 유적

## 기타
- 연도: 458년, 기원전 458년